# 烏賴
烏賴（Urāy），是尼泊爾加德滿都的尼瓦爾佛教商人種姓。他們是在加德滿都的商業和文化生活的一個突出的社羣。在尼泊爾的喜馬拉雅地區發展貿易，工業，藝術，建築，文學和佛教，烏賴發揮了重要作用。

## 歷史
他們是尼瓦爾人和西藏婦女結合後產生，負責西藏和加爾各答之間的貿易。

## 次種姓
烏賴之下分九次種姓:
- Tuladhar（商人）
- Sthapit（木匠，工程師）
- Tamrakar（銅，金，銀匠)
- Kansakar(青銅，黃銅和銅匠)
- Sikhrākār（蓋屋頂工人）
- bania（醫師）
- Sindurākār（木材雕刻師）
- Shilākār（石匠）
- Rajkārnikār（糖果店）